# انعدام تكون الجسم الثفني
انعدام تكوّن الجسم الثفني (آيه سي سي)، عيب خلقي نادر يحدث فيه غياب كامل أو جزئي للجسم الثفني. يظهر هذا العيب حين يتعطل تطور الجسم الثفني، وهو جسر من المادة البيضاء يربط نصفي الكرة المخية في الدماغ، لدى الجنين. يؤدي هذا العطل إلى توجه الألياف التي يُفترض أن تشكل الجسم الثفني طوليًا على طول جدار البطين الجانبي وتشكل بنىً تدعى حزم بروبست.
بالإضافة إلى عدم التكون، تتواجد درجات أخرى من العيوب الثفنية، منها نقص التنسج (التخلف أو الرقة)، نقص التكوّن (عدم التخلق الجزئي) أو عسر التكون (التشوه).
تترافق حالة عدم تكون الجسم الثفني مع العديد من المتلازمات ويمكن أن تتظاهر في كثير من الأحيان مع نقص تنسج دودة المخيخ. في هذه الحالة، يمكن أن نشاهد أيضًا تضخم البطين الرابع أو استسقاء الرأس؛ يدعى هذا التشوه بتشوه داندي ووكر.

## العلامات والأعراض
تختلف علامات وأعراض عدم تكون الجسم الثفني وغيره من الاضطرابات الثفنية اختلافًا كبيرًا بين الأفراد. مع ذلك، تتواجد بعض الميزات الشائعة لدى الأفراد الذين يعانون من الاضطرابات الثفنية منها ضعف البصر، وضعف المقوية العضلية (نقص التوتر)، وضعف التنسيق الحركي، وتأخر تطور المهارات الحركية مثل الجلوس والمشي، وتأخر التدريب على استخدام المرحاض، وأعراض خلل الحركة مثل ضعف إدراك الألم أو المضغ وصعوبات في البلع.
أظهرت الأبحاث المخبرية أن الأفراد المصابين بعدم تخلق الجسم الثفني يعانون من صعوبة في نقل المعلومات المعقدة من نصف الكرة المخية إلى النصف الآخر. ظهرت لديهم أيضًا بعض الإعاقات المعرفية (صعوبة في حل المشكلات المعقدة) والصعوبات الاجتماعية (غياب الإشارات الاجتماعية الدقيقة)، حتى عندما يكون معدل ذكائهم طبيعيًا. تشير الأبحاث الحديثة إلى أن بعض الصعوبات الاجتماعية قد تكون ناتجة عن ضعف معالجة تعابير الوجه. غالبًا ما يشبه السلوك الاجتماعي غير الطبيعي لمرضى عدم تكون الجسم الثفني في مرحلة الطفولة سلوك المصابين باضطراب طيف التوحد.
من سمات الاضطرابات الثفنية أيضًا حدوث النوبات، والتشنج، وصعوبات التغذية المبكرة وحدوث المنعكس المعدي، وضعف السمع، وتشوه معالم الرأس والوجه، والتخلف العقلي.

### تشوهات الدماغ المرافقة
تشمل التشوهات الدماغية المرافقة للمتلازمات التي تسبب الاضطرابات الثفنية ما يلي:
- لاتنسج دودة المخيخ.
- تشوه خياري.
- تضخم البطينين الجانبيين.
- متلازمة داندي ووكر.
- اندماج مقدم الدماغ.
- استسقاء الرأس.
- اضطرابات الهجرة العصبية مثل توضع المادة الرمادية المغاير.
- انشقاق الدماغ.

### المتلازمات والحالات المرافقة
بعض المتلازمات التي تترافق بعدم تكون الجسم الثفني هي:
- متلازمة الأطراف الثفنية.
- متلازمة أيكاردي.
- متلازمة أندرمان.
- متلازمة دوناي بارو.
- القزامة.
- متلازمة إف جي.
- متلازمة إل 1 سي آيه إم.
- القزامة الأساسية من النوع 2 مع خلل التنسج العظمي وصغر الرأس.
- متلازمة موات ويلسون.
- المتلازمة الجلدية الدماغية العينية.
- متلازمة سال بولاس.
- خلل تنسج الحاجز البصري (نقص تنسج العصب البصري).
- متلازمة شابيرو.
- متلازمة فيشي.

من الحالات الأخرى التي يمكن أن تترافق بعدم تكون الجسم الثفني أو الاضطرابات الثفنية الأخرى:
- متلازمة حذف 1بي36.
- متلازمة حذف 13كيو.
- الاضطراب المرتبط بسي دي كيه 13.
- الشذوذات القحفية الوجهية وأمراض الفم والوجه والفكين الأخرى.
- متلازمة الجنين الكحولي.
- متلازمة الوارفارين الجنينية.
- المتلازمة التناسلية الرضفية.
- متلازمة غوميز لوبيز هيرنانديز.
- متلازمة جيوبرت.
- متلازمة لوجان فرينس.
- متلازمة ماردن ووكر.
- سوء التغذية لدى الأم أو الالتهابات.
- الاضطرابات الأيضية.
- متلازمة أوكاموتو.
- متلازمة أوبيتز جي/بي بي بي.
- متلازمة باسكال كاستروفيجو.
- متلازمة بيت هوبكنز.
- متلازمة سنسنبرينر.
- متلازمة ستروم.
- متلازمة ثلاثية الصيغة الصبغية.
- تثلث الصبغي 9.
- متلازمة زيا جيبس.